# Johann Karl Rodbertus
Johann Karl Rodbertus o Rodbertus-Jagetzow (Greifswald, 12 de agosto de 1805 – Jagetzow, Demmin, 6 de diciembre de 1875) fue un economista alemán defensor de la teoría del valor-trabajo y partidario del socialismo de estado.

## Primeros años

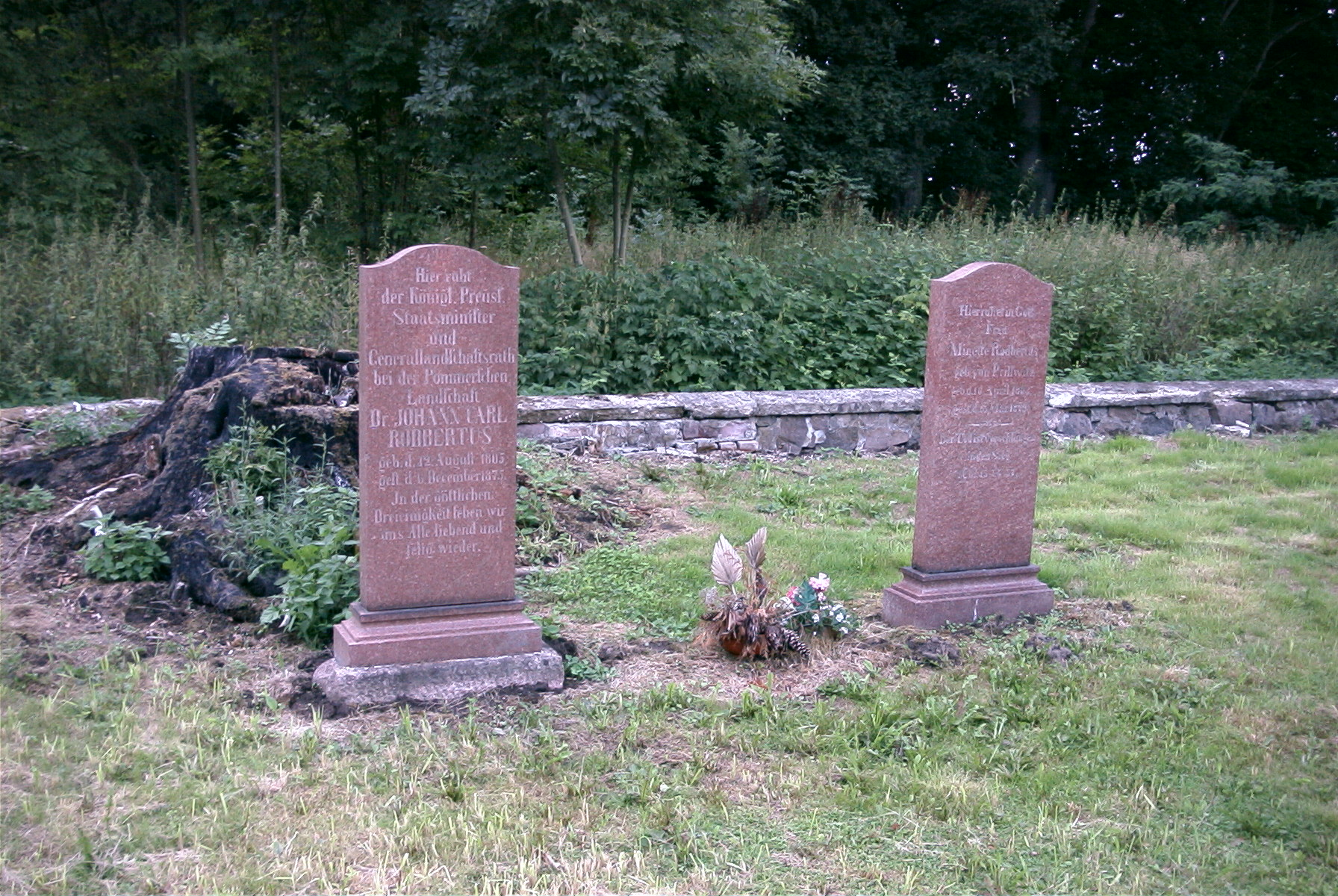
Tumba de Karl Rodbertus en Jagetzow.

Era el hijo de un profesor de Derecho y él mismo se graduó en Leyes, después de estudiar en Friedland, Gotinga y Berlín. Luego estudió Filosofía en la Universidad de Heidelberg y Economía en la Universidad de Dresde. Viajó por Holanda, Francia y Suiza, antes de establecerse en la hacienda de Jagetzow que había comprado recientemente.

## Concepciones
Para Rodbertus solamente los bienes que resultan de trabajo son bienes económicos y los demás, tales como la luz del sol, que no resultan de trabajo, son bienes naturales cuyo estudio no corresponde a la economía. Una mercancía, en tanto bien económico es solamente producto del trabajo y cualquier otro enfoque sobre ella es asunto de los físicos; ninguna parte del valor del grano, por ejemplo, debe ser atribuida al sol o al suelo. Los bienes económicos son productos del trabajo que entre su composición y del trabajo que creó los instrumentos que permitieron esa producción. El valor del grano, por ejemplo, no proviene simplemente en el labrador sino también en el trabajo de los que fabricaron el arado. La renta, entendida por Rodbertus como el ingreso percibido por el dueño de la tierra o el empresario que contrata al trabajador, es equivalente al trabajo no retribuido a este. Rodbertus consideró entonces tanto la ganancia del empresario como la renta del suelo, como parte del trabajo excedente, concepción que permite analizar cómo la plusvalía se reduce a la apropiación por el capitalista del producto excedente del trabajo, aunque no especificaba, como Marx, cómo la ganancia se convierte en renta del suelo.
La teoría de Rodbertus tiene sus antecedentes en Adam Smith y David Ricardo y los ricardianos, uno de los cuales publicó en 1821 un análisis del producto excedente del trabajo del obrero, apropiado como capital. William Thompson, en 1824, consideró la apropiación de ese trabajo excedente como un despojo y condujo esta teoría hacia la reivindicación del cooperativismo y el socialismo.
De orientación estatista, Rodbertus propugnó la instauración de un régimen socialista, en el cual el Estado se encargue de retribuir el trabajo y fijar los precios, encargándose completamente del comercio y la distribución.
Sus principales obras fueron Die Forderungen der arbeitenden Klasse (La reivindicación de la clase trabajadora, 1837); Zur Erkenntniss unserer staatswirtschaftlichen Zustände (Hacia el entendimiento de las condiciones de nuestra economía estatal, 1842) y Soziale Briefe an von Kirchmann (Carta sociale a von Kirchmann, 1850-1851).